# 哈迪亚·哈拉夫·阿巴斯
哈迪亚·哈拉夫·阿巴斯（阿拉伯語：هدیة خلف عباس，1958年—2021年11月13日），是一名叙利亚政治家。

## 生平
1958年生于叙利亚东部代尔祖尔省，毕业于阿勒颇大学，拥有农业工程学博士学位。她曾于2003年至2007年担任人民议会议员。2016年6月至2017年7月，担任叙利亚人民议会议长。是唯首位任这个职位的女性。
2017年7月20日，叙利亚议会发布了一项决议，解除阿巴斯的议长职务，获得多数议员投票。阿巴斯被其他一些国会议员指责为“阻止一些议员提交议案，对他们根据宪法规则讨论议案的权利视而不见”。一些国会议员称之为“不负责任和非法”的行为。